# 大猩猩
大猩猩是灵长目人科大猩猩属下所有物種的总称。大猩猩是灵长目中體型最大與智力僅次於人類和黑猩猩的动物，他們生存于非洲大陸赤道附近丛林中，食性為草食性。至2006年为止依然有大猩猩分一种还是两种的争论，种以下它分四至五个亚种。大猩猩92%至98%的脱氧核糖核酸（DNA）排列与人一样，因此它是继黑猩猩屬的两个种后与人类最接近的现存的动物；也是現存靈長目物種中體型和力量最大的。

## 分布
大猩猩有东西两大栖息地域。西部的栖息地位于刚果、加蓬、喀麦隆、中非、赤道几内亚、尼日利亚，通称西部低地大猩猩。东部栖息地位于民主剛果东部、乌干达、卢旺达，通称为东部山地大猩猩。西部低地大猩猩主要生活在刚果民主共和国低地的热带雨林中。東部山地大猩猩主要生活在刚果民主共和国、乌干达和卢旺达交界的维魯加山脉和布溫迪山脉中。

## 进化和分类
大猩猩最近的亲戚是另外两个原始人类属，黑猩猩和人类，它们都在大约700万年前从一个共同的祖先分化出来的。人类基因序列与相应的大猩猩基因序列平均只有1.6%的差异，但在每个基因的拷贝数上还有进一步的差异。直到最近，大猩猩被认为是一个单一的物种，有三个亚种:西部低地大猩猩、东部低地大猩猩和山地大猩猩。现在大家都同意有两个物种，每个都有两个亚种。最近，有人声称在其中一个物种中存在第三个亚种。在冰河时代，当它们的森林栖息地缩小，彼此隔离时，这两个独立的物种和亚种是从单一类型的大猩猩发展而来的。
灵长类动物学家继续探索不同大猩猩种群之间的关系。这里列出的物种和亚种是大多数科学家都同意的。
提出的第三亚种是山地大猩猩的布温迪种群，有时也被称为布温迪大猩猩，目前还没有得到一个三名名称。
区分大猩猩的一些变化包括不同的密度、大小、头发颜色、长度、文化和面部宽度。低地大猩猩种群遗传学研究表明，西部低地和东部低地的种群大约在26.1万年前就分道扬镳了。

## 特徵

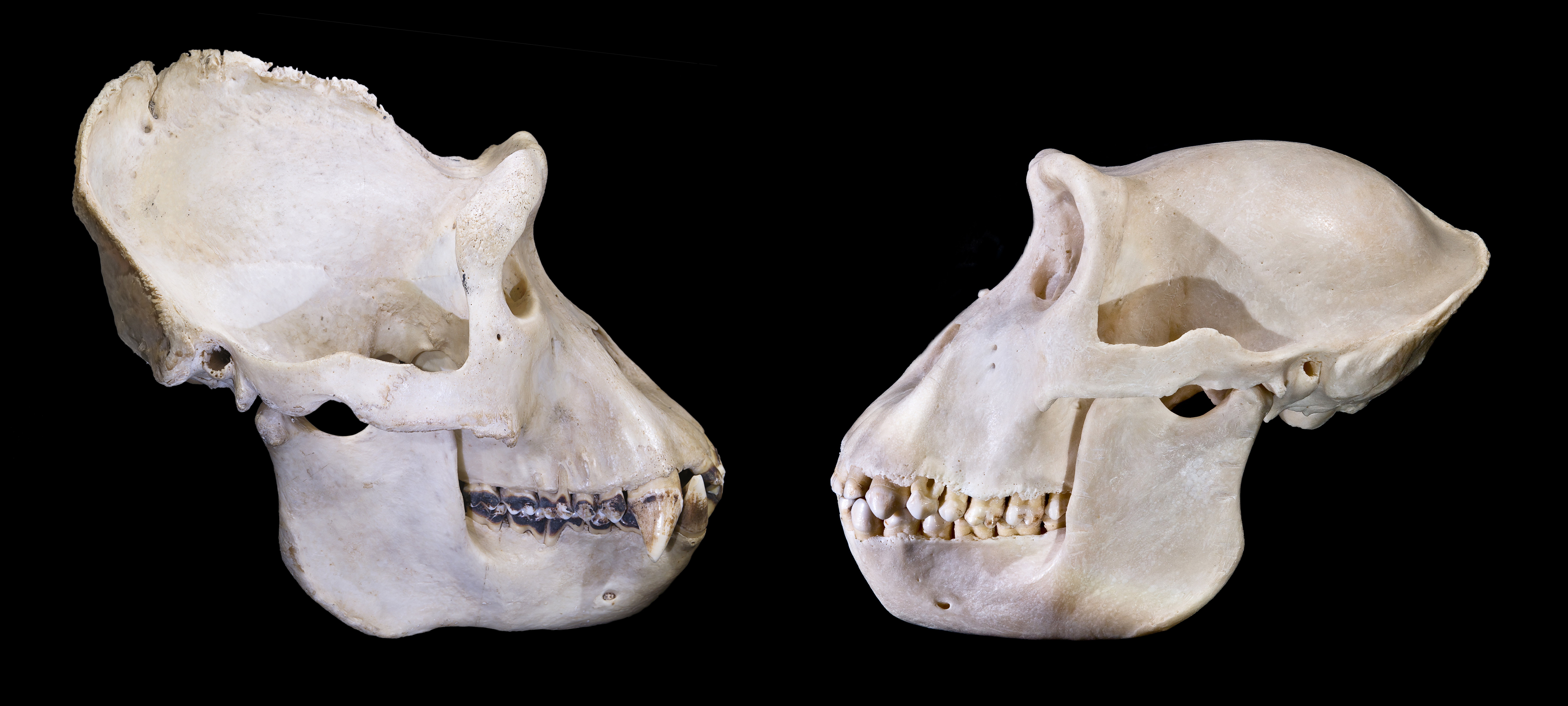
两性异形的头骨

直立的大猩猩可达1.75米高，因为大猩猩的膝盖无法真正伸直，所以其实际身长比这个高度还要长一些。大猩猩的臂幅比它的身长长得多，可达2.75米。雌性和雄性大猩猩的体重区别比较大，雌性大猩猩约重70至90千克之间，雄性大猩猩平均可达175千克，但关养的雄性大猩猩大个体甚至可达300千克。
大猩猩的体型雄壮，面部和耳上无毛，眼上的额头往往很高。下颚骨比颧骨突出。
大猩猩的毛色大多是黑色的。年长（一般12岁以上）的雄性大猩猩的背毛色变成银灰色，因此它们也被称为“银背”，银背的犬齿尤其突出。山地大猩猩的毛尤其长，并有丝绸光泽。
几乎所有的大猩猩的血型都是B型的。大猩猩和人一样有各不相同的指纹。

## 生活习性

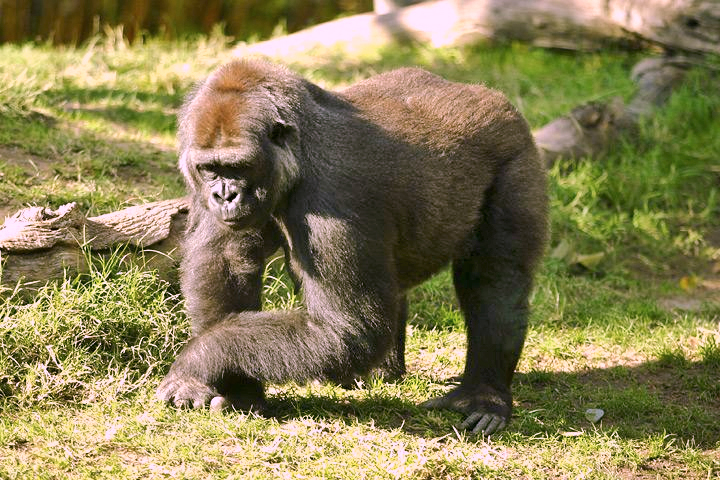
主要以四肢著地的姿勢來行走

大猩猩是白日活动的森林动物。低地大猩猩喜欢热带雨林，而山地大猩猩则更喜欢山林。山地大猩猩主要栖息在地面上，而低地大猩猩则主要生活在树上，即使很重的公猩猩也往往爬在20米高的树上寻找食物。大猩猩前肢半握拳、以指關節支撑身体行进，这一行走方式被称为猩猩步，大猩猩也可以短暫的以雙腳着地行走，亦能雙腳站立以前肢打胸或遠望。晚上睡觉时牠们用树叶做窝，每天晚上牠们做新的窝，一般筑窝的过程不超过五分钟。山地大猩猩的窝一般在地面上，低地大猩猩的窝主要在树上。
通常一个大猩猩的群体以一头雄兽为中心，数头雌性和幼仔组成。有些情况下一个群中会有两头或多头雄兽，在这种情况下只有一头雄兽（往往一头银背）为首，只有它有与雌兽交配的权利，其它雄兽一般为比较年轻的黑背。群的大小从两头至30头不等，平均为10至15头。领头的雄兽有解决群内冲突、决定群的行止和行动方向、保障群的安全等的任务。

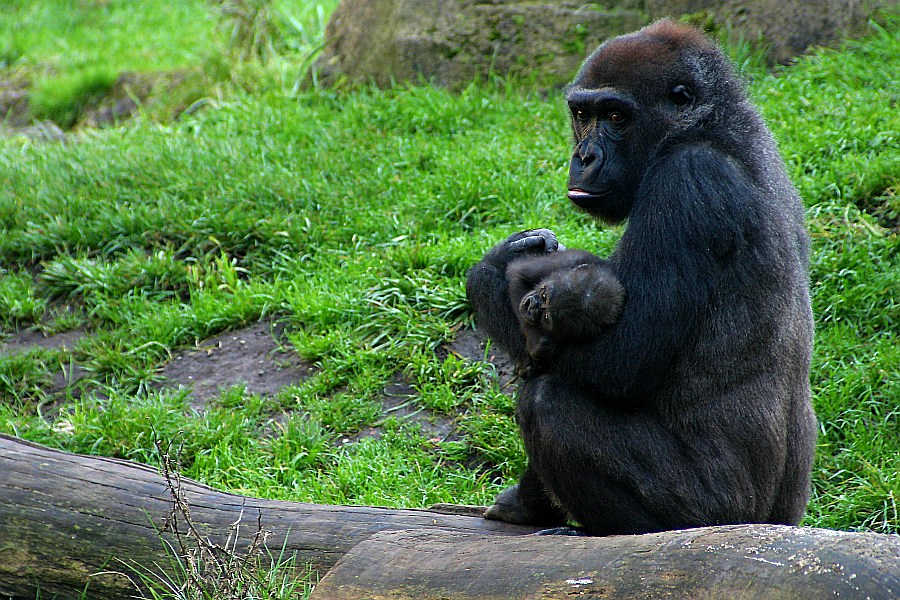
带孩子的母大猩猩（汉诺威动物园）

大猩猩的群非常灵活，一个群往往会在找食物时分开。与其它灵长目动物不同的是雌性的和雄性的大猩猩均可能离开牠们出生的群参加其它的群。雄兽约11岁后首先离开它们出生的群，此后它单独或者与其它雄兽一起生活。它们在二至五年后能够吸引雌兽组成新的群。
一般一个群可以延续很长时间。有时群内会爆发争夺首领地位的斗争。挑战的可能是群内的一头年轻的雄兽或者外来的雄兽。受挑战的雄兽会尖叫、敲击胸部、折断树枝，然后冲向挑战的雄兽。假如是挑战者战胜了原来的首领的话它一般会将它的前任的幼兽杀死。原因可能是正在哺乳的雌兽不交配，但是幼兽被杀死后不久她就又可以交配了。
假如一个群中原来领头的雄兽病死或者意外死亡的话这个群很可能分裂。群的成员会去寻找其它的群。
大猩猩的地盘性不是非常明显。许多群在同一地区寻找食物，不过一般它们避免直接接触。由于大猩猩的主要食物是叶子，因此它们寻找食物的途径相当短。原因是第一当地叶子非常多，第二叶子的营养量比较低，因此牠们不得不经常休息。
大猩猩多數時間非常安靜，但能發出多種不同的叫声，如用來确定群内成员和其它群位置的呼叫聲、遇到危險時作为威胁的吼聲等。此外，敲击胸脯(Chest beating)亦是大猩猩的著名動作，雙手半握成杯狀、快速連續敲擊無毛的胸部，可造成獨特的響亮聲音，不僅成年的雄兽會敲击胸部，各年齡層的幼獸或雌性大猩猩都會敲击胸部發聲，過去認為大猩猩敲击胸脯是示威動作，但現代的觀察研究發現其實是在標示自己的存在、傳遞自身體型的狀況，因為在茂密森林的底層難以看到遠處，聲音訊號更為有效且範圍大，大猩猩可藉此互相認識，此外因體型較大的個體搥胸聲頻率較低，聲音訊號的差異有助於雄性大猩猩評估彼此體型與打鬥能力，可達到避免發生衝突的作用，另一方面，雌性大猩猩亦可利用這些信息來尋找與評估伴侶 。 
大猩猩与黑猩猩一样使用带刺的、含鞣酸的叶子来消灭肠胃中的寄生虫。它们不咀嚼地吃这些叶子。这些叶子可以将肠中的虫體带出。

## 食物
大猩猩是素食动物，它们是所有人猿中最纯粹的素食动物。它们的主要食物是果实、叶子和根，其中叶子占主要部分。昆虫占它们食物的1%至2%。一般被吃掉的昆虫是植物上的昆虫，是不小心被吃掉的。成年的大猩猩每天平均需要25公斤食物，它们大多数醒着的时候是在进食。由于牠們大量進食各種植性食物，產生大量氣體，使牠們的肚子往往鼓起。
動物園餵食土司、餅乾、番茄、香蕉、芭樂、地瓜、米糕、胡蘿蔔、蘋果、水煮蛋、桑葉、甘藍、芹菜、柚子、野薑花、葡萄、葵花子、百香果、鳳梨、木瓜、竹筍、甘蔗、洋蔥、牧草、大黃瓜、花椰菜、青椒、蓮霧、穀物、玉米、萵苣。

## 繁殖
大猩猩是一夫多妻制，母猩猩的发情期很短，繁殖期不固定，是灵长目中除人类外孕期最长的。妊娠期9个月，达到255天，通常每胎产1仔。大猩猩两次生产之间的间隔典型为三至四年。新生儿体重约2公斤，但是比人的婴儿发展要快，三个月后它们就可以爬。幼兽一般跟随母亲三至四年，在这段时间里群里的领头雄兽也会照顾幼兽，但是它们不会去抱幼兽。雌兽一般在8至10年后性成熟（关养的雌兽早一些），雄性一般在9至11岁性成熟。一般大猩猩可以活40至50年。

## 与人类的关系
最早描写大猩猩的是1847年美国传教士和自然学者托马斯·塞维奇（Thomas Staughton Savage）。

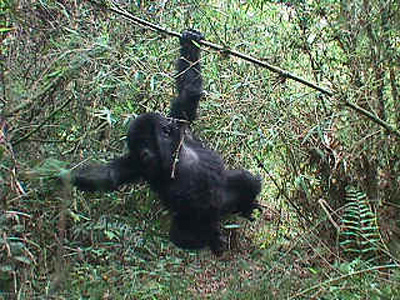
山地大猩猩

所有的大猩猩亚种均被列入世界自然保護聯盟的红色名录中。估计现在还有10至15万野生的大猩猩。其中数量最多的是西部低地大猩猩，其数量估计在9至10万左右。东部低地大猩猩最多还有1.5万只。最受威胁的是山地大猩猩與克羅斯河大猩猩，山地大猩猩之数量估计只有400至700隻，克羅斯河大猩猩甚至低於300隻。
成熟的大猩猩没有天敌，幼兽有时会被豹袭击。对大猩猩最大的威胁来自于人类。人类开荒破坏大猩猩的生存环境。过去很长时间里大猩猩常常是偷猎的目标。此外刚果民主共和国的内战使得保护大猩猩的工作非常困难。大猩猩也被捕杀作为叢林肉。2004年刚果共和国境内奥扎拉国家公园中上百大猩猩感染埃博拉病毒死亡。
今天大猩猩也可以在动物园里繁殖，许多动物园里有大猩猩，但绝大多数是低地大猩猩，例如最著名是一只患有白化症、名叫“小雪花”的西部低地大猩猩，2003年病死在巴塞罗那动物园中。著名的大猩猩研究者有戴安·弗西等。

## 分类
传统上大猩猩本身是一个种，並分了三个亚种：西部低地大猩猩（G. g. gorilla）、东部低地大猩猩（G. g. graueri）和山地大猩猩（G. g. beringei）。近年来一些学者将大猩猩属分为两个种：西部大猩猩（G. gorilla）和东部大猩猩（G. beringei）；西部大猩猩又分两个亚种：西部低地大猩猩（Gorilla gorilla gorilla）和克罗斯河大猩猩（Gorilla gorilla diehli），东部大猩猩也分两个亚种：东部低地大猩猩(现存体型最大的大猩猩）（Gorilla beringei graueri）和山地大猩猩（Gorilla beringei beringei）。有人甚至认为大猩猩共有五个亚种（布恩迪山脉的山地大猩猩）。至今为止这些争论没有定论。各个大猩猩群之间的亲属关系依然是研究对象。

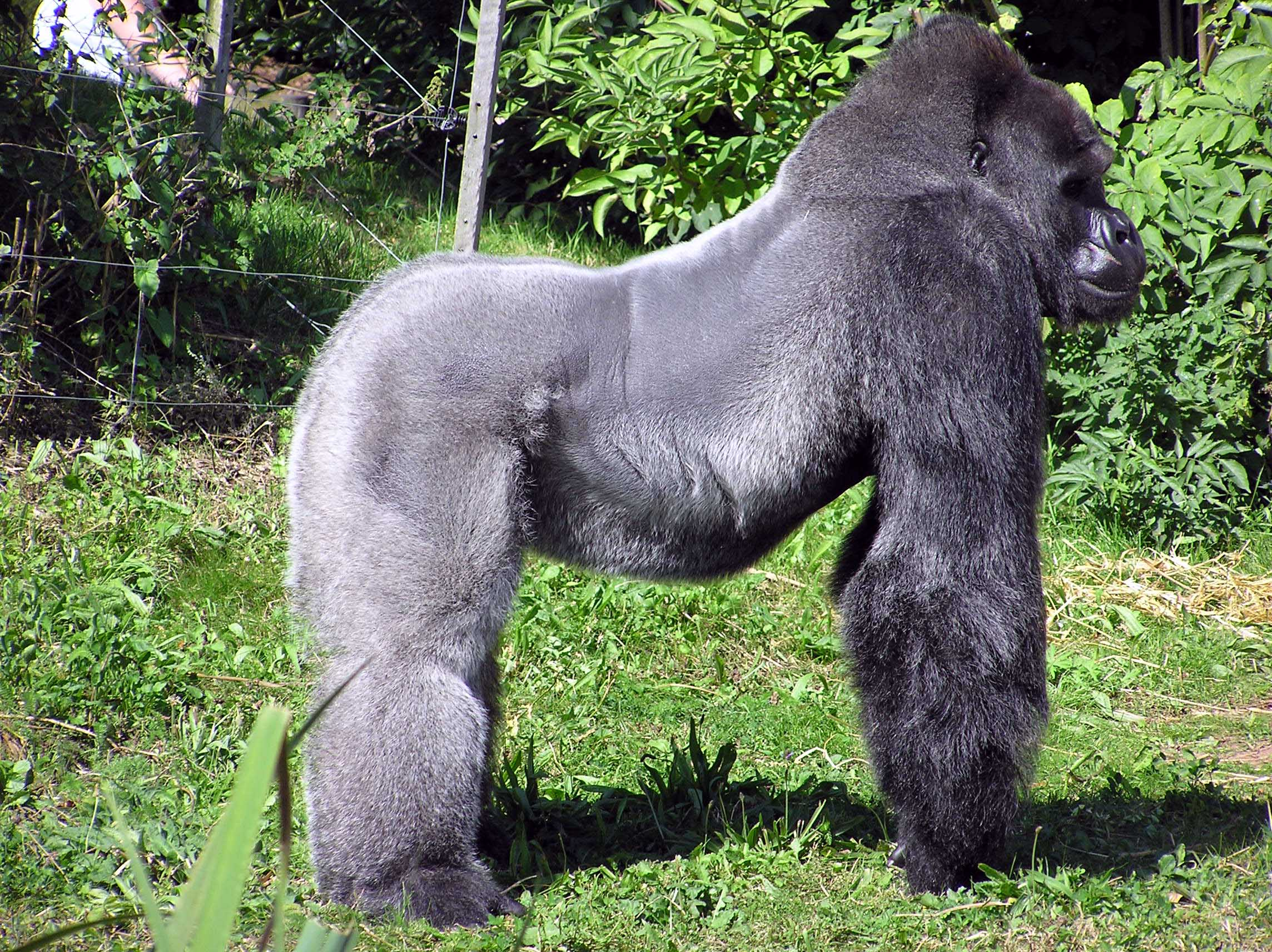
西部低地大猩猩，可見到成年雄性擁有的銀色背部

大猩猩最近的近亲是黑猩猩和人。与其他大猿一样，大猩猩有48條染色體〔24對），比人类多一对。由于大猩猩与人之间的基因区别非常小，有些学者认为它们应该与人同属一个属。但是这个建议没有获得多少响应。

## 智慧
一般认为大猩猩的智慧非常高。有些驯养的大猩猩如可可甚至会使用手语。

### 使用工具

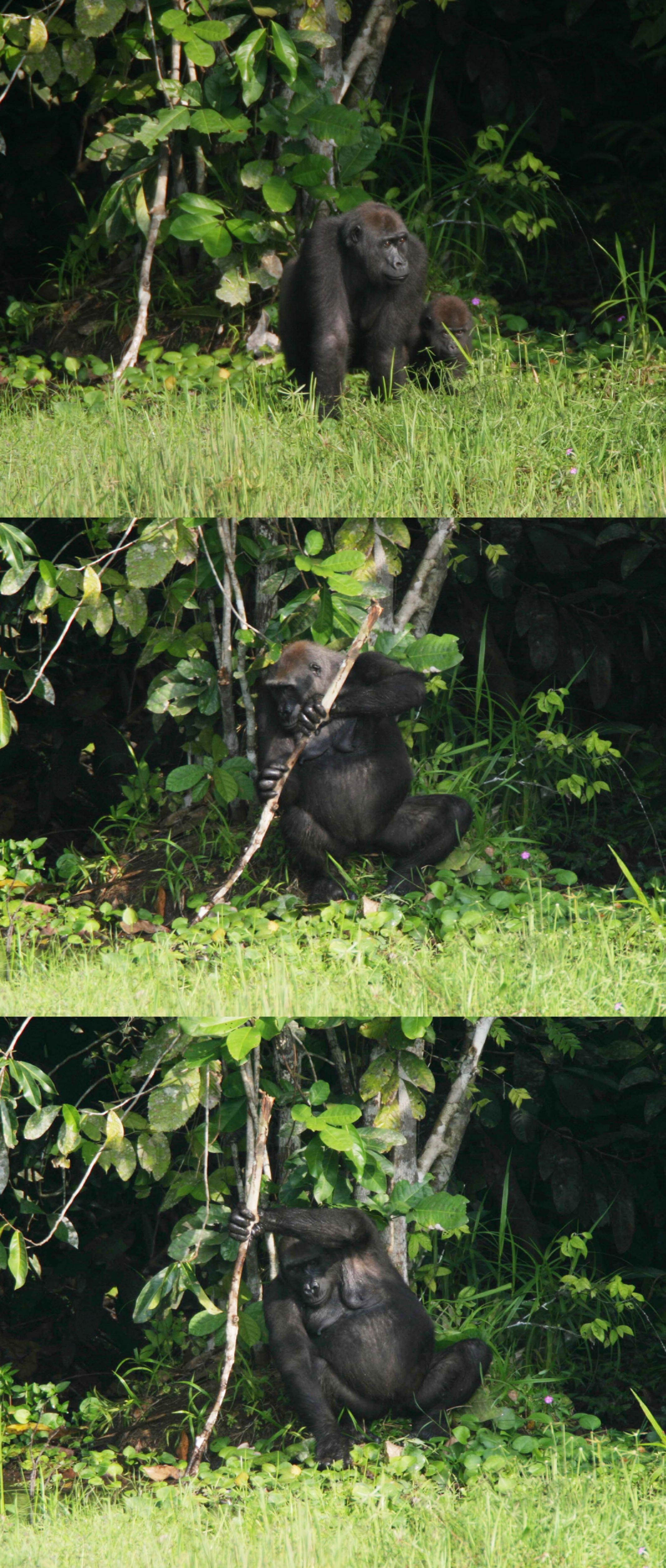
一隻雌性大猩猩正在使用树枝作为撈水草时的工具

野生大猩猩被观察到使用工具，比如在渡过一个沼泽时使用树枝探测水深，或者使用石头砸开核桃。和在石器時代的人類沒有太大的分別。

## 流行文化
从1930年代开始电影里就不断出现巨型大猩猩的形象，在电影如《金刚》、《泰山》等中均有巨型大猩猩作为主角。漫画里也常有大猩猩出现。
扮装大猩猩的衣服也很普及，许多运动队使用大猩猩作为吉祥物。
日本任天堂公司製作的大金剛系列電子遊戲，其主角是隻名為大金剛的虛構大猩猩。
美國DC漫畫《閃電俠》中的角色大猩猩古魯德。